# Eucereon exile
Eucereon exile är en fjärilsart som beskrevs av Embrik Strand 1912. Eucereon exile ingår i släktet Eucereon och familjen björnspinnare. Inga underarter finns listade i Catalogue of Life.